# Bardonnex
Bardonnex là một đô thị thuộc bang Geneva ở Thụy Sĩ.